# ROLL OVER TOUR TOKYO
ROLL OVER TOUR TOKYO（ロール・オーヴァー・トゥアー・トーキョー）は、1982年7月1日に発売されたHOUND DOGのライヴ・アルバム。

## 解説
1982年3～7月のRoll Over Tourでの1982年5月22、23日の日比谷野外音楽堂でのコンサートを収録している。同日の演奏曲で本アルバムに収録されていない10曲が2001年に発売されたボックス・セット「EARLY DAYS」に収録されている。
5月23日の公演の映像が「ロール・オーバー・ツアー・トーキョー」として発売された。

## 収録曲
1. サンセットロード　[1:53]
  - Roll Over収録
2. トラブル・メーカー　[3:35]
  - Roll Over収録
3. クレイジー・ナイト　[3:34]
  - Roll Over収録
4. 浮気な、パレット・キャット　[3:01]
  - Roll Over収録
5. RAINY LADY GOOD-BYE(Miss Mに捧ぐ)　[4:03]
  - STAND PLAY収録
6. おちょくられた夜　[4:02]
  - STAND PLAY収録
7. 涙のBirthday　[6:37]
  - POWER UP!収録
8. Hot Line　[6:28]
  - POWER UP!収録
9. ファニー・フェイス　[3:22]
  - STAND PLAY収録
10. Sake To Me　[6:30]
  - アルバム未収録
11. だから大好き,ロックンロール　[5:55]
  - Welcome to The Rock'n Roll Show収録
12. 嵐の金曜日　[6:17]
  - Welcome to The Rock'n Roll Show収録

## ミュージシャン
- 大友康平：リードボーカル
- 八島順一：ギター
- 高橋良秀：ギター
- 蓑輪単志：キーボード
- 海藤節生：ベース
- 藤村一清：ドラム